# Masahiko Inoha
Masahiko Inoha (伊野波 雅彦, Inoha Masahiko, Miyazaki, 28 augustus 1985) is een Japans voetballer die als verdediger speelt bij Yokohama FC.

## Clubcarrière
Masahiko Inoha speelde tussen 2006 en 2011 voor FC Tokyo, Kashima Antlers en Hajduk Split. Hij tekende in 2012 bij Vissel Kobe.

## Interlandcarrière
Masahiko Inoha debuteerde in 2011 in het Japans nationaal elftal en speelde 21 interlands, waarin hij 1 keer scoorde.

## Statistieken
| Japans voetbalelftal | Japans voetbalelftal | Japans voetbalelftal |
| Jaar                 | Wed.                 | Dlp.                 |
| -------------------- | -------------------- | -------------------- |
| 2011                 | 9                    | 1                    |
| 2012                 | 7                    | 0                    |
| 2013                 | 4                    | 0                    |
| 2014                 | 1                    | 0                    |
| Totaal               | 21                   | 1                    |